# 蠑螈 (電影)
《蠑螈》（中文名稱暫譯）是一部皮克斯動畫取消製作的3D電腦動畫電影。由華特迪士尼發行，原本預計發行日期約是2012年的夏季。不過本片最終因創意分歧的緣故，最終遭到皮克斯取消製作。

## 劇情
電影中的主角是兩隻蠑螈，紐特（Newt，雄性）和布魯克（Brooke，雌性），牠們居住於一個社區大學的生物實驗室中。牠們已經是星球上僅剩下的最後兩隻藍腳蠑螈，於是科學家就將牠們強制配對，以讓這個物種在星球上繼續繁殖下去。可是紐特和布魯克兩個卻看不對眼，彼此都無法忍受對方。

## 外部連結
- 大卡通資料庫上《蠑螈》的資料（英文）

- 互联网电影数据库（IMDb）上《蠑螈》的资料（英文）